# Keserű Bálint
Keserű Bálint (Budapest, 1927. augusztus 31. – ?, 2023. október 11.) magyar irodalom- és művelődéstörténész, egyetemi tanár. Az irodalomtudományok kandidátusa (1975).

## Életpályája
Középiskolái tanulmányait a Fasori Gimnáziumban végezte el. 1945–1948 között a Budapesti Orvostudományi Egyetem hallgatója volt. 1947–1951 között a Táncsics Mihály Ifjúmunkás Kollégium nevelőtanára volt. 1948–1952 között a Budapesti Tudományegyetem Bölcsészettudományi Karán tanult. 1951–1952 között a Zalka Máté Szakérettségis Kollégium nevelőtanára volt. 1952–1992 között a Szegedi Tudományegyetem illetve a József Attila Tudományegyetem oktatója volt. 1956-os erdélyi útja során megismerkedett a magyar művelődéstörténet kutatásának erdélyi műhelyeivel és nagy személyiségeivel (Jakó Zsigmond, Juhász István, Kelemen Lajos, Kiss András, Szabó T. Attila). 1975–1978 között a Régi Magyar Irodalom Tanszék vezetője volt. 1988–1992 között a Pedagógia Tanszéket vezette. 1992-ben nyugdíjba vonult.
2023. október 11-én hunyt el, búcsúztatása a Szegedi Belvárosi temető hamvszóró parcellájában történt.

## Családja
Szülei: Keserű Bálint (1891–1955) főorvos és Antal Valéria voltak. Három gyermeke született: Katalin (1950), Giella (1954) és Imre (1956).

## Művei
- Adattár XVI-XVIII. századi szellemi mozgalmaink történetéhez (szerkesztő, 33 kötet; 1964-1992)
- Fontes rerum scholasticarum (szerkesztő, 5 kötet; 1989-)
- Collectanea Tiburtiana. Tanulmányok Klaniczay Tibor tiszteletére (szerkesztette: Galavics Gézával és Herner Jánossal, Szeged, 1990)
- Ráció és rajongás. Eszmeforgalom Nyugat-Európától Erdélyig, 1580–1730; Balassi–MTA BTK ITI Reneszánsz Osztály, Budapest, 2018 (Humanizmus és reformáció)
- Újfalvi Imre és a későhumanista ellenzék. Keserű Bálint tanulmányai; Q.E.D. Szeged–Budapest, 2023 (Peregrinatio Hungarorum)

## Díjai
- Ifjúságért Érdemérem (1982)
- Munka Érdemrend arany fokozata (1987)
- Apáczai Csere János-díj (1992)
- Deák Ferenc-díj (2006)